# Glencore
Glencore plc là một công ty kinh doanh và khai thác đa quốc gia của Thụy Sĩ, có trụ sở tại Baar, Thụy Sĩ và văn phòng đăng ký tại Saint Helier, Jersey. Công ty hiện tại được thành lập thông qua việc sáp nhập Glencore International Plc với Xstrata Plc vào ngày 2 tháng 5 năm 2013. Tính đến  năm 2015, đứng thứ mười trong danh sách Fortune Global 500 của các công ty lớn nhất thế giới.
Glencore International, công ty là một trong những nhà sản xuất và tiếp thị hàng hóa tích hợp hàng đầu thế giới. Đây là công ty lớn nhất ở Thụy Sĩ và là công ty kinh doanh hàng hóa lớn nhất thế giới, với thị phần toàn cầu năm 2010 là 60% thị trường kim loại kẽm, 50% thị trường kim loại đồng, 9% trên thị trường ngũ cốc và 3% trên thị trường dầu.
Glencore có một số cơ sở sản xuất trên toàn thế giới và cung cấp kim loại, khoáng sản, dầu thô, sản phẩm từ dầu, than, khí tự nhiên và nông sản cho khách hàng quốc tế trong ngành công nghiệp ô tô, sản xuất điện, sản xuất thép và chế biến thực phẩm. Công ty được thành lập vào năm 1994 bởi Marc Rich + Co AG (thành lập năm 1974). Công ty được niêm yết trên thị trường chứng khoán Luân Đôn vào tháng 5 năm 2011 và là thành phần của Chỉ số FTSE 100. Cổ phiếu của Glencore bắt đầu giao dịch trên thị trường chứng khoán Johannesburg vào tháng 11 năm 2013. Cơ quan đầu tư Qatar là cổ đông lớn nhất của công ty.

## Dữ liệu tài chính
| Năm           | 2013    | 2014    | 2015    | 2016    | 2017    | 2018    |
| ------------- | ------- | ------- | ------- | ------- | ------- | ------- |
| Doanh thu     | 232.694 | 221.073 | 170.497 | 152.948 | 205.476 | 219.754 |
| Thu nhập ròng | −7.298  | 2.444   | −8.114  | −1.187  | 5.162   | 2.616   |
| Tài sản       | 154.932 | 152,20  | 128.485 | 124.600 | 135,593 | 128.672 |
| Nhân viên     | 190.000 | 181.349 | 156,468 | 154.832 | 145.977 | 158.000 |

## Hoạt động
Tháng 5 năm 2014, công ty tuyên bố sẽ đóng cửa mỏ than Newlands dưới lòng đất ở Queensland, Úc vào cuối năm 2015. Mỏ này, bắt đầu khai thác vào năm 1983, sản xuất 2,8 triệu tấn than vào năm 2013. Công ty đã ngừng hoạt động tại mỏ ngầm Ravensworth trước đó sau khi giá than giảm, chi phí sản xuất leo thang và giá đồng đô la Úc cao hơn.
Vào tháng 2 năm 2019, Glencore tuyên bố sẽ giảm sản xuất tại một trong những hoạt động khai thác đồng và coban lớn nhất tại Congo. Mỏ Mutanda của đất nước đã sản xuất 199.000 tấn đồng và 27.000 tấn coban vào năm 2018, chiếm khoảng một phần năm sản lượng coban toàn cầu. Hạn chế sản xuất có thể là tạm thời, vì công ty đang khám phá các kỹ thuật khai thác mới cho các mỏ này.

## Vận động hành lang
Glencore tham gia vận động hành lang chính trị các lĩnh vực pháp lý khác nhau. Tại miền nam Úc, công ty được đại diện bởi Capital Hill Advisory.
Vào ngày 6 tháng 3 năm 2019, The Guardian Australia tiết lộ rằng Glencore, được hỗ trợ bởi công ty tư vấn CT Group, đã tham gia vào một chiến dịch vận động hành lang quy mô lớn, được điều phối trên toàn cầu để thúc đẩy sử dụng than "bằng cách làm suy yếu các nhà hoạt động môi trường, gây ảnh hưởng đến các chính trị gia và quảng cáo các thông điệp ủng hộ than trên phương tiện truyền thông xã hội. "  Chiến dịch được bắt đầu vào năm 2017 và kéo dài đến tháng 2 năm 2019.

## Ban giám đốc
Kể từ tháng 10 năm 2014:
- Tony Hayward (Chủ tịch không điều hành)
- Ivan Glasenberg (CEO)
- Peter Grauer (Giám đốc không điều hành)
- Peter Coates (Giám đốc không điều hành)
- Leonhard Fischer (Giám đốc không điều hành)
- William Macaulay (Giám đốc không điều hành)
- John Mack (Giám đốc không điều hành)
- Patrice Merrin (Giám đốc không điều hành)